# 팔레스타인 올림픽 위원회
팔레스타인 올림픽 위원회(아랍어: اللجنة الاولمبية الفلسطينية, 영어: Palestine Olympic Committee)는 팔레스타인을 대표하는 국가 올림픽 위원회이다. IOC 코드는 PLE이다. 본부는 라말라에 있으며 아시아 올림픽 평의회에 소속되어 있다.
1995년에 설립했으며 같은 해에 국제 올림픽 위원회의 승인을 받았다. 올림픽, 아시안 게임을 비롯한 국제 스포츠 대회에 참가하는 팔레스타인의 선수들을 대표한다.

## 같이 보기
- 올림픽 팔레스타인 선수단